# Каменци
Каменци е село в Североизточна България. То се намира в община Кайнарджа, област Силистра.

## История
Старото име на селото е Кайрак. Според някои твърдения, преселници от селото са основателите на село Кайраклия в Тараклийски район в днешната Република Молдова.

## Културни и природни забележителности
Храм „Свето Възнесение Господне“, построен през 1906 година.